# Гай Валерій Потіт
Гай Вале́рій Поті́т (лат. Gaius Valerius Potitus; IV століття до н. е.) — політичний і військовий діяч Римської республіки, військовий трибун з консульською владою (консулярний трибун) 370 року до н. е.

## Біографічні відомості
Походив з патриціанського роду Валеріїв. Був сином Гая Валерія Потіта Волуза, консула 410 року до н. е., тричі військового трибуна з консульською владою 415, 407 і 404 років до н. е.
У 370 році до н. е., після того, як обрання військових трибунів було перервано на п'ять років з 376 до н. е. через блокаду виборів народними трибунами Гаєм Ліцинієм Кальвою Столоном і Луцієм Секстієм Латераном вибори зрештою відновилися. Гая Валерія було обрано військовим трибуном з консульською владою разом із Сервієм Сульпіцієм Претекстатом, Сервієм Корнелієм Малугіненом, Луцієм Фурієм Медулліном Фузом, Авлом Манлієм Капітоліном і Публієм Валерієм Потітом Публіколою. Про дії військових трибунів під час цієї каденції згадок у джерелах немає.
Надалі про долю Гая Валерія відомостей не збереглося.

## Родина
- Гай Валерій Потіт Флакк, консул 331 року до н. е.
- Луцій Валерій Потіт, начальник кінноти 331 року до н. е.